# واراکالاویتا
واراکالاویتا (به لاتین: Warakalawita) یک منطقهٔ مسکونی در سری‌لانکا است که در استان مرکزی (سری‌لانکا) واقع شده‌است.